# Ramón Tobar Illade
Ramón Tobar  Illade (La Coruña, 29 de julio de 1956- 28 de abril de 2005) fue un biólogo español precursor en materia de protección de riesgos laborales, por cuya trayectoria se creó el premio que lleva su nombre, el Premio Ramón Tobar a la Excelencia en Prevención de Riesgos Laborales.

## Biografía y trayectoria
Obtuvo la licenciatura en Ciencias Biológicas en 1978 en la Universidad de Bilbao. Perteneció al personal ayudante de Investigación en el Instituto de Investigaciones Agrobiológicas de Galicia. En 1985 obtuvo plaza en el Instituto de Investigaciones Pesqueras en Barcelona como ayudante de laboratorio.    
En esta institución realizaba trabajos y estudios sobre investigación pesquera.  En 1998 ganó las oposiciones de ayudante de investigación del Centro Superior de Ivestigaciones Científicas, CSIC, comenzando su andadura en este organismo en Barcelona, a donde fue destinado como ayudante de laboratorio en el Instituto de Investigaciones Pesqueras (hoy Instituto de Ciencias del Mar), para pasar en enero de 1990 al Centro de Investigación y Desarrollo de Barcelona (CID). 
A lo largo de su tarea profesional, trabajó, en un principio, por el reconocimiento de los riesgos tóxicos que para los trabajadores e investigadores tenía el estar en contacto con muestras de crustáceos conservadas en formaldehídos. Esta tarea, con exposiciones diarias de inhalación al formol, dada su volatilidad y el tiempo de exposición, —entre 3 y 4 horas diarias—, podía causar efectos tóxicos en la salud a medio y largo plazo.  Más adelante dirigió su actividad a asegurar el  bienestar de las personas trabajadoras para eliminar otros tipos posibles de situaciones peligrosas o de inseguridad específicas del entorno laboral de los lugares de investigación (insuficiente ventilación, limitada protección contra incendios, etc.) y en general a mantener unas condiciones de salud laboral más dignas en los lugares de trabajo.
En 2002 elaboró los “Principios de la Gestión de Prevención de Riesgos Laborales” que se aprobaron en Junta de Gobierno del CSIC. Perteneció en 2003  a la Junta de gobierno del CSIC como representante de los trabajadores.

## Reconocimientos
A su fallecimiento, el CSIC publicó Ramón Tobar Illade. In memoriam, con la narración de sus avances en materia de seguridad.
En agradecimiento a su labor, esta institución creó en 2006  el Premio Ramón Tobar a la Excelencia en Prevención de Riesgos Laborales, que destaca actuaciones, personas o instituciones  que promuevan y mejoren las condiciones de seguridad y salud en el entorno laboral, en cualquiera de sus diferentes aspectos. Consiste en un diploma y una dotación económica destinada a financiar actividades que profundicen y mejoren en este campo. 
En 2010 el Premio recayó en el Instituto de Catálisis y Petroleoquímica, y en 2014 en el Instituto de Ciencias de los Materiales de Barcelona (ICMAB), del CSIC. Años más tarde, en 2016, fue para el Instituto de Ganadería de Montaña de León,  y en 2018 fue para la Estación Biológica de Doñana, por la organización de las I Jornadas de Prevención del Acoso Sexual y Laboral.
En  su edición XII, en 2021, recayó en el Instituto de Investigación en Ciencias de la Alimentación, (CIAL-CSIC-UAM) y fue dotado con cinco mil euros, por el proyecto de Medidas de seguridad implantadas en los laboratorios comunes del CIAL. Diseño, seguimiento y actualización.